# ビンゴ☆ボンゴ
ビンゴ☆ボンゴ（BINGO BONGO）は、サントリーが2007年に発売していた炭酸飲料である。バブルマンの後継商品として発売されていた。

## 概要・歴史
ラテン系ソーダで、お祭り気分を盛り上げる。キャッチコピーは「ラテンがビンビン!」。330mlのビンで発売された。グレープのみ缶タイプも発売されていた。
オレンジ君とグレープ君というキャラクターも存在した。
おぎやはぎ（ビンゴ〜レ ボンゴレ名義）によるCMソング『サンバ で 夏だ』のほか、オンラインゲーム『大航海時代Online』でゲーム内広告が展開された。

### 沿革
- 4月3日 - 発売開始[2]。
- 7月24日 - 「パイナップル オブ カリビアン」追加[3]。
- 10月 - 発売終了。

## ラインナップ
- オレンジ＆パッションフルーツ
- レッドグレープ＆カシス
- パイナップル オブ カリビアン

## CM
「グラビア」篇が制作された。

### 出演者
- 相澤仁美

### スタッフ
- ダンス指導 - ラッキィ池田
- 制作 - SASSO Films.
- 代理店 - 博報堂